# Alan Jones (kierowca)
Alan Stanley Jones (ur. 2 listopada 1946 w Melbourne) – australijski kierowca wyścigowy i komentator telewizyjny. Kawaler Orderu Imperium Brytyjskiego (MBE).

## Życiorys
Największym sukcesem Jonesa jest tytuł mistrza świata Formuły 1, wywalczony w 1980 roku w barwach brytyjskiego zespołu Williams.
W swojej karierze Jones startował w 116 wyścigach Formuły 1; odniósł 12 zwycięstw. Po zakończeniu występów w Europie wrócił do ojczyzny, gdzie ścigał się w mistrzostwach samochodów turystycznych.
W końcu lat osiemdziesiątych podjął się roli komentatora telewizyjnego, którą kontynuował przez ponad dekadę. W latach 2005–2009 był szefem australijskiego zespołu w mistrzostwach A1 Grand Prix.
Syn Jonesa, Christian, również jest kierowcą wyścigowym.

## Wyniki

### Podsumowanie
| Sezon | Seria                                   | Zespół                 | Starty | PP | Zwyc. | Punkty | Pozycja |
| ----- | --------------------------------------- | ---------------------- | ------ | -- | ----- | ------ | ------- |
| 1975  | Formuła 1                               | Harry Stiller Racing   | 4      | 0  | 0     | 2      | 17.     |
| 1975  | Formuła 1                               | Embassy Hill           | 4      | 0  | 0     | 2      | 17.     |
| 1976  | Formuła 1                               | Surtees                | 14     | 0  | 0     | 7      | 15.     |
| 1977  | Formuła 1                               | Shadow Racing Team     | 14     | 0  | 1     | 22     | 7.      |
| 1978  | Formuła 1                               | Williams F1            | 16     | 0  | 0     | 11     | 11.     |
| 1978  | Can-Am                                  | Haas-Hall Racing       | 10     |    | 5     | 2712   | 1.      |
| 1979  | Formuła 1                               | Williams F1            | 15     | 3  | 4     | 40     | 3.      |
| 1979  | Can-Am                                  | Carl Haas Racing       | 2      |    | 1     | 9      | 6.      |
| 1980  | Formuła 1                               | Williams F1            | 14     | 3  | 5     | 67     | 1.      |
| 1981  | Formuła 1                               | Williams F1            | 15     | 0  | 2     | 46     | 3.      |
| 1982  | Australian GT Championship              | Porsche Cars Australia |        |    |       |        | 1.      |
| 1983  | Formuła 1                               | Arrows                 | 1      | 0  | 0     | 0      | –       |
| 1985  | CART                                    | Newman/Haas Racing     | 1      | 0  | 0     | 14     | 23.     |
| 1985  | Formuła 1                               | Team Haas              | 3      | 0  | 0     | 0      | –       |
| 1986  | Formuła 1                               | Team Haas              | 16     | 0  | 0     | 4      | 12.     |
| 1987  | All Japan Sports Prototype Championship | Toyota Team Tom's      | 3      | 0  | 1     | 12     | 22.     |
| 1990  | Australian Touring Car Championship     | Tony Longhurst Racing  | 7      |    | 0     | 22     | 9.      |
| 1991  | Australian Touring Car Championship     | Tony Longhurst Racing  | 9      |    | 0     | 70     | 4.      |
| 1992  | Australian Touring Car Championship     | Tony Longhurst Racing  | 18     |    | 0     | 143    | 7.      |
| 1993  | Australian Touring Car Championship     | Glenn Seton Racing     | 18     | 1  | 3     | 148    | 2.      |
| 1994  | Australian Touring Car Championship     | Glenn Seton Racing     | 20     |    | 1     | 177    | 5.      |